# Tectaria
Tectaria är ett släkte av ormbunkar. Tectaria ingår i familjen Tectariaceae.

## Bildgalleri

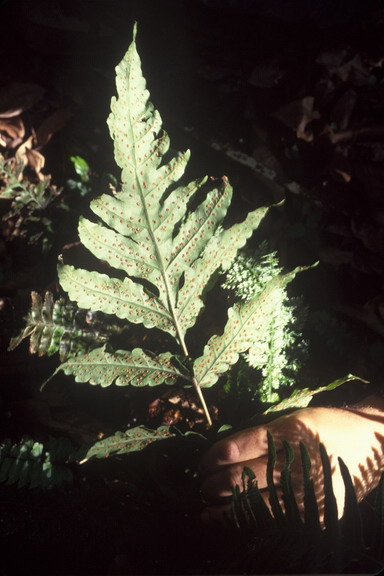

## Dottertaxa tillTectaria, i alfabetisk ordning[1]
- Tectaria acerifolia
- Tectaria acrocarpa
- Tectaria adenophora
- Tectaria aequatoriensis
- Tectaria amblyotis
- Tectaria amesiana
- Tectaria amphiblestra
- Tectaria andersonii
- Tectaria angelicifolia
- Tectaria angulata
- Tectaria antioquiana
- Tectaria athyrioides
- Tectaria athyriosora
- Tectaria atropurpurea
- Tectaria aurita
- Tectaria balansae
- Tectaria barberi
- Tectaria barteri
- Tectaria beccariana
- Tectaria blumeana
- Tectaria brachiata
- Tectaria brauniana
- Tectaria brevilobata
- Tectaria brooksii
- Tectaria buchtienii
- Tectaria calcarea
- Tectaria camerooniana
- Tectaria chaconiana
- Tectaria chattagramica
- Tectaria cherasica
- Tectaria chimborazensis
- Tectaria chinensis
- Tectaria christovalensis
- Tectaria cicutaria
- Tectaria coadunata
- Tectaria colaniae
- Tectaria confluens
- Tectaria coriandrifolia
- Tectaria craspedocarpa
- Tectaria crenata
- Tectaria croftii
- Tectaria curtisii
- Tectaria cynthiae
- Tectaria danfuensis
- Tectaria darienensis
- Tectaria decastroi
- Tectaria decurrens
- Tectaria degeneri
- Tectaria devexa
- Tectaria dissecta
- Tectaria dolichosora
- Tectaria draconoptera
- Tectaria dressleri
- Tectaria dubia
- Tectaria durvillei
- Tectaria ebenina
- Tectaria estremerana
- Tectaria exauriculata
- Tectaria faberiana
- Tectaria fauriei
- Tectaria fernandensis
- Tectaria ferruginea
- Tectaria filisquamata
- Tectaria fimbriata
- Tectaria fissa
- Tectaria fuscipes
- Tectaria gaudichaudii
- Tectaria gemmifera
- Tectaria godeffroyi
- Tectaria grandidentata
- Tectaria griffithii
- Tectaria grossedentata
- Tectaria guachana
- Tectaria harlandii
- Tectaria hederifolia
- Tectaria heracleifolia
- Tectaria heterocarpa
- Tectaria hilocarpa
- Tectaria holttumii
- Tectaria hookeri
- Tectaria humbertiana
- Tectaria hymenodes
- Tectaria hymenophylla
- Tectaria impressa
- Tectaria incisa
- Tectaria ingens
- Tectaria inopinata
- Tectaria isomorpha
- Tectaria jacobsii
- Tectaria jardini
- Tectaria jimenezii
- Tectaria johannis-winkleri
- Tectaria keckii
- Tectaria kehdingiana
- Tectaria kingii
- Tectaria kouniensis
- Tectaria kusukusensis
- Tectaria labrusca
- Tectaria lacei
- Tectaria laotica
- Tectaria latifolia
- Tectaria lawrenceana
- Tectaria laxa
- Tectaria leptophylla
- Tectaria lifuensis
- Tectaria lizarzaburui
- Tectaria lobbii
- Tectaria lobulata
- Tectaria lombokensis
- Tectaria longipinnata
- Tectaria luchunensis
- Tectaria macleanii
- Tectaria macrosora
- Tectaria macrota
- Tectaria madagascarica
- Tectaria magnifica
- Tectaria manilensis
- Tectaria marchionica
- Tectaria media
- Tectaria melanocauloides
- Tectaria melanocaulos
- Tectaria melanorachis
- Tectaria menyanthidis
- Tectaria mesodon
- Tectaria mexicana
- Tectaria michleriana
- Tectaria microchlamys
- Tectaria microlepis
- Tectaria microsora
- Tectaria minuta
- Tectaria moorei
- Tectaria morlae
- Tectaria moussetii
- Tectaria murilloana
- Tectaria murrayi
- Tectaria nabirensis
- Tectaria nausoriensis
- Tectaria nebulosa
- Tectaria nesiotica
- Tectaria nicaraguensis
- Tectaria nicotianifolia
- Tectaria nitens
- Tectaria novoguineensis
- Tectaria organensis
- Tectaria palmata
- Tectaria panamensis
- Tectaria pandurifolia
- Tectaria paradoxa
- Tectaria pascoensis
- Tectaria pedata
- Tectaria pentagonalis
- Tectaria perdimorpha
- Tectaria phaeocaulis
- Tectaria phanomensis
- Tectaria pica
- Tectaria pilosa
- Tectaria pinnata
- Tectaria pleiosora
- Tectaria pleiotoma
- Tectaria poilanei
- Tectaria polymorpha
- Tectaria prolifera
- Tectaria pseudosiifolia
- Tectaria pseudosinuata
- Tectaria psomiocarpa
- Tectaria pteropus-minor
- Tectaria pubens
- Tectaria puberula
- Tectaria pubescens
- Tectaria quinquefida
- Tectaria quitensis
- Tectaria ramosii
- Tectaria rara
- Tectaria remotipinna
- Tectaria repanda
- Tectaria rheophytica
- Tectaria rigida
- Tectaria rivalis
- Tectaria rockii
- Tectaria rufescens
- Tectaria rufovillosa
- Tectaria sagenioides
- Tectaria schmutzii
- Tectaria schultzei
- Tectaria seemannii
- Tectaria semibipinnata
- Tectaria semipinnata
- Tectaria seramensis
- Tectaria setulosa
- Tectaria shahidaniana
- Tectaria siifolia
- Tectaria simonsii
- Tectaria singaporeana
- Tectaria sinuata
- Tectaria squamipes
- Tectaria stalactica
- Tectaria stearnsii
- Tectaria subcaudata
- Tectaria subconfluens
- Tectaria subcordata
- Tectaria subdigitata
- Tectaria subdimorpha
- Tectaria subebenea
- Tectaria subfuscipes
- Tectaria subpedata
- Tectaria subrepanda
- Tectaria subsageniacea
- Tectaria subtriloba
- Tectaria subtriphylla
- Tectaria sulitii
- Tectaria suluensis
- Tectaria sumatrana
- Tectaria tabonensis
- Tectaria taccifolia
- Tectaria tahitensis
- Tectaria tenerifrons
- Tectaria tenuifolia
- Tectaria teratocarpa
- Tectaria ternata
- Tectaria thwaitesii
- Tectaria torrisiana
- Tectaria transiens
- Tectaria translucens
- Tectaria trichodes
- Tectaria trichotoma
- Tectaria tricuspis
- Tectaria trifida
- Tectaria trifoliata
- Tectaria triglossa
- Tectaria triloba
- Tectaria trimenii
- Tectaria trinitensis
- Tectaria tripartita
- Tectaria variabilis
- Tectaria vasta
- Tectaria waterlotii
- Tectaria weberi
- Tectaria vieillardii
- Tectaria wightii
- Tectaria villosa
- Tectaria vitiensis
- Tectaria yunnanensis
- Tectaria zeilanica
- Tectaria zollingeri